# 錢士完
錢士完（1555年—？），字惟凝，號繼修，浙江湖州府歸安縣人，民籍，明朝政治人物。

## 生平
萬曆四年（1576年）丙子科浙江鄉試第二十五名舉人，八年（1580年）中式庚辰科會試第一百九名，三甲第二百六名進士。礼部觀政，本年授德安府推官，十四年升南京兵部主事，十五年调任南京吏部主事，十七年升验封司郎中，十九年调考功司，二十一年升光祿寺丞，本年养病。二十二年起补本寺，二十三年告病。二十七年补原职，三十二年九月升光祿寺少卿，三十四年十二月改南京太僕寺少卿，三十九年八月升南京鴻臚寺卿，四十一年正月升南京太僕寺卿，四十二年正月任都察院右僉都御史、巡撫山東提督軍務，四十四年二月因病去職。

## 家族
曾祖錢玢；祖父錢玉，贈兵部員外郎；父錢鎮，兵部武選司郎中。嫡母茅氏（封安人）；生母杜氏。子錢元愨，天啓乙丑進士；孫錢人。